# Psectra maculosa
Psectra maculosa là một loài côn trùng trong họ Hemerobiidae thuộc bộ Neuroptera. Loài này được Carpenter miêu tả năm 1961.